# 야기촌 (효고현 시카마군)
야기촌(八木村)은 효고현 시키토군·시카마군에 존재했던 촌이다. 1954년에 히메지시와 합병해 소멸하였다.

## 역사
- 1889년 4월 1일 - 정촌제 시행에 의해 시키사이군 야기촌이 성립하였다.
- 1896년 4월 1일 - 군 통합에 의해 시카마군이 성립하여 소속이 변경되었다.
- 1954년 7월 1일 - 오이치촌, 소사촌, 이토히키촌, 요베촌과 함께 히메지시에 편입되었기 때문에 소멸하였다.